# Daha (geslacht)
Daha is een geslacht van halfvleugeligen uit de familie Aphrophoridae. De wetenschappelijke naam van dit geslacht is voor het eerst geldig gepubliceerd in 1908 door Distant.

## Soorten
Het geslacht Daha omvat de volgende soorten:
- Daha arietaria Distant, 1908
- Daha kuchingensis Distant, 1908